# Open (Cowboy Junkies)
Open è un CD dei Cowboy Junkies, pubblicato dall'etichetta discografica canadese Latent Recordings Records nel maggio del 2001.

## Tracce
Brani composti da Michael Timmins, eccetto dove indicato.
1. I Did It All for You – 5:06
2. Dragging Hooks (River Song Trilogy: Part III) – 7:48 (Michael Timmins (testo e musica), Alan Anton (musica), Peter Timmins (musica))
3. Bread and Wine – 4:36
4. Upon Still Waters – 3:23 (Michael Timmins (testo), Alan Anton (musica))
5. Dark Hole Again – 7:42
6. Thousand Year Prayer – 4:17
7. I'm so Open – 4:09
8. Small Swift Birds – 3:46
9. Beneath the Gate – 4:08
10. Close My Eyes – 4:19

Durata totale: 49:14

## Musicisti
- Margo Timmins - voce
- Michael Timmins - chitarra
- Alan Anton - basso
- Peter Timmins - batteria

Musicisti aggiunti:
- Jeff Bird - mandolino, mandolino elettrico, armonica, basso a 8 corde, percussioni
- Karin Bergquist - accompagnamento vocale, cori
- Linford Detweller - organo, pianoforte, wurlitzer

Note aggiuntive:
- Michael Timmins - produttore
- Registrato tra il dicembre del 1999 ed il dicembre del 2000 al Chemical Sound ed al Beaconsfield Studios di Toronto, Canada
- Daryl Smith - ingegnere della registrazione (eccetto brani: I Did It All for You / Upon Still Waters / I'm so Open / Beneath the Gate)
- Michael Timmins - ingegnere della registrazione (solo brano: I Did It All for You)
- Peter J. Moore - ingegnere della registrazione (solo brani: Upon Still Waters e Beneath the Gate)
- James Heidebrecht - ingegnere della registrazione (solo brano: I'm so Open)
- James Heidebrecht - assistente ingegnere della registrazione
- Rudy Rempel - assistente ingegnere della registrazione
- Peter J. Moore - ingegnere del mixaggio (eccetto brani: I Did It All for You e I'm so Open)
- Michael Timmins - ingegnere del mixaggio (solo brano: I Did It All for You)
- Daryl Smith - ingegnere del mixaggio (solo brano: I'm so Open)[1]